# Serlienne

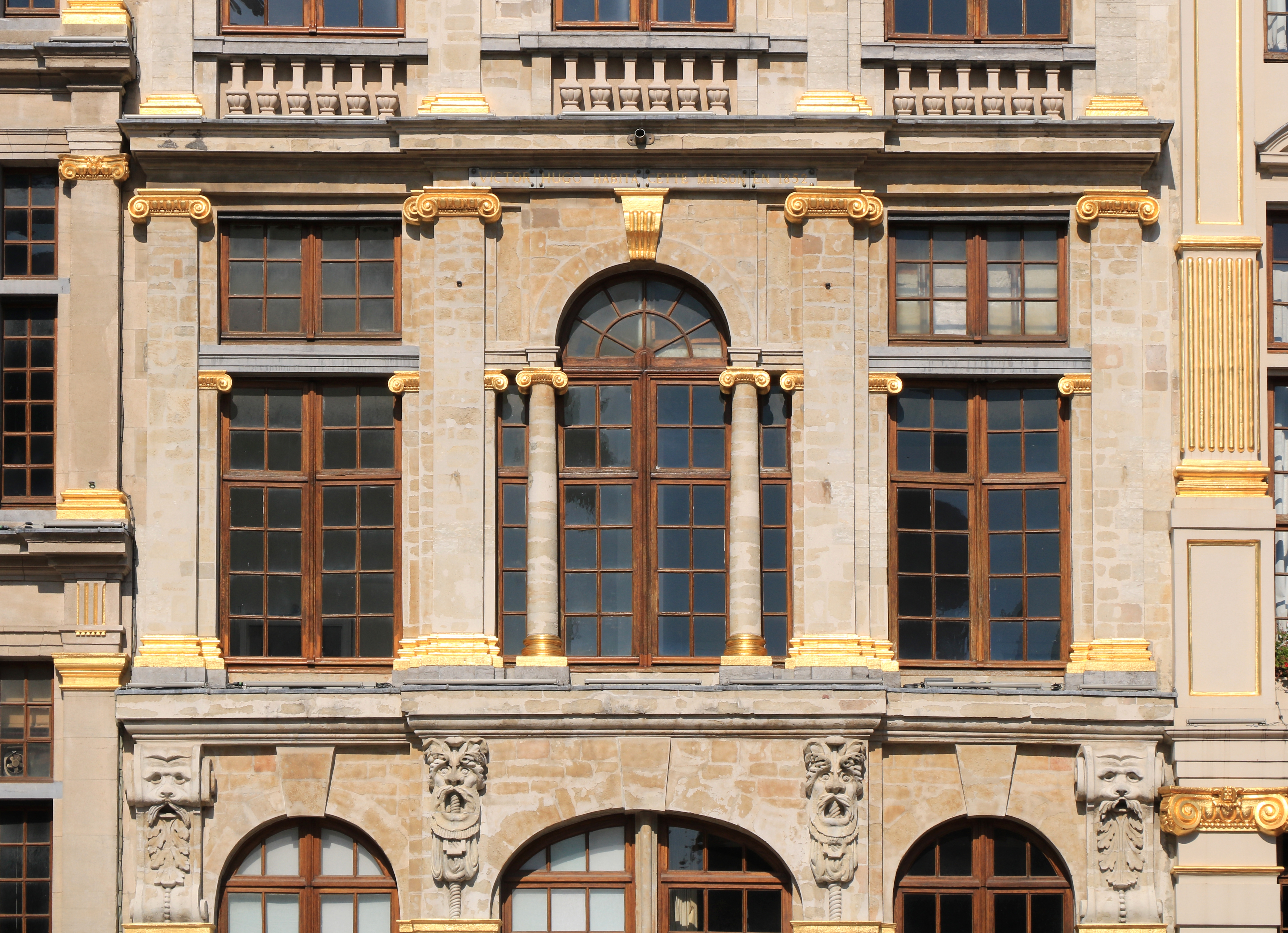
Serlienne de la maison du Pigeon que Victor Hugo habita en 1852 sur la Grand-Place de Bruxelles.

La serlienne (aussi appelée serliana, fenêtre palladienne) est un groupement de trois baies (ou triplet) dont la baie centrale est couverte d'un arc en plein cintre, les deux baies latérales sont couvertes d'un linteau (ou d'un arc en plate-bande) à hauteur de l'imposte. Les baies latérales sont généralement plus étroites que la baie centrale : dans les cas extrêmes, elles peuvent se restreindre à un jour étroit entre le piédroit de la serlienne (à l'extérieur) et la colonne ou le pilier recevant la naissance de l'arc central.
Il s'agit en fait d'une déclinaison des arcs de triomphe romains antiques.

## Serliennes dans l'architecture maniériste
La serlienne est un motif typique de l'architecture maniériste et vénitienne, cité pour la première fois par l'architecte italien Sebastiano Serlio dans son traité Tutte l'opere d'architettura et prospetiva (d'où le nom de « serlienne »). Andrea Palladio généralise par la suite l'emploi de la serlienne, en particulier les arcades de la basilique palladienne à Vicence (voir l'illustration), la villa Godi Malinverni ou la Villa Forni Cerato, etc. C'est de là que vient l'autre dénomination de la serlienne : la « palladienne ».

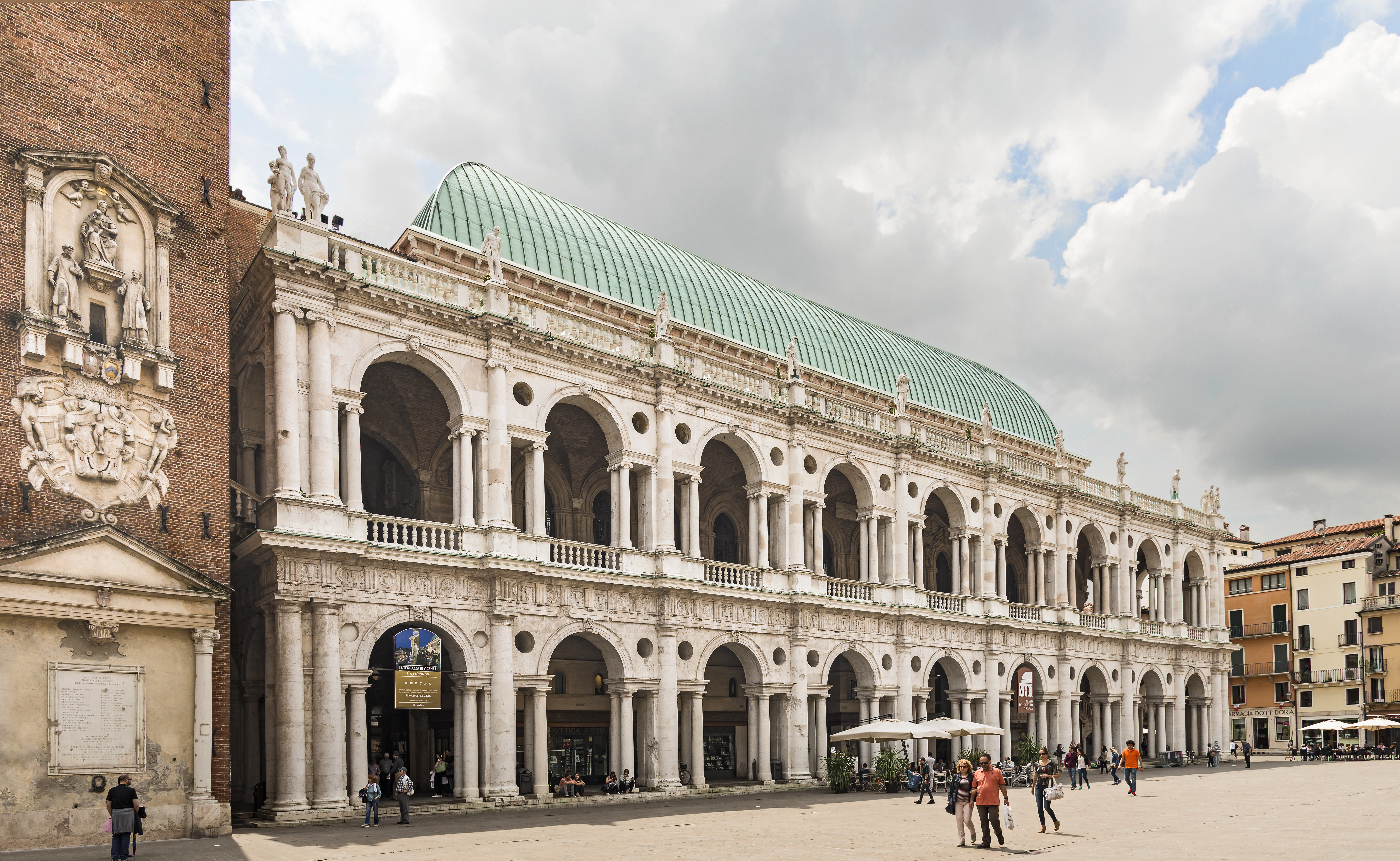
Basilique palladienne de Vicence.
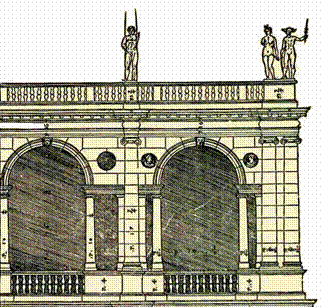
Serlienne : détail d'un dessin de Quattro Libri dell'Architettura de Palladio.
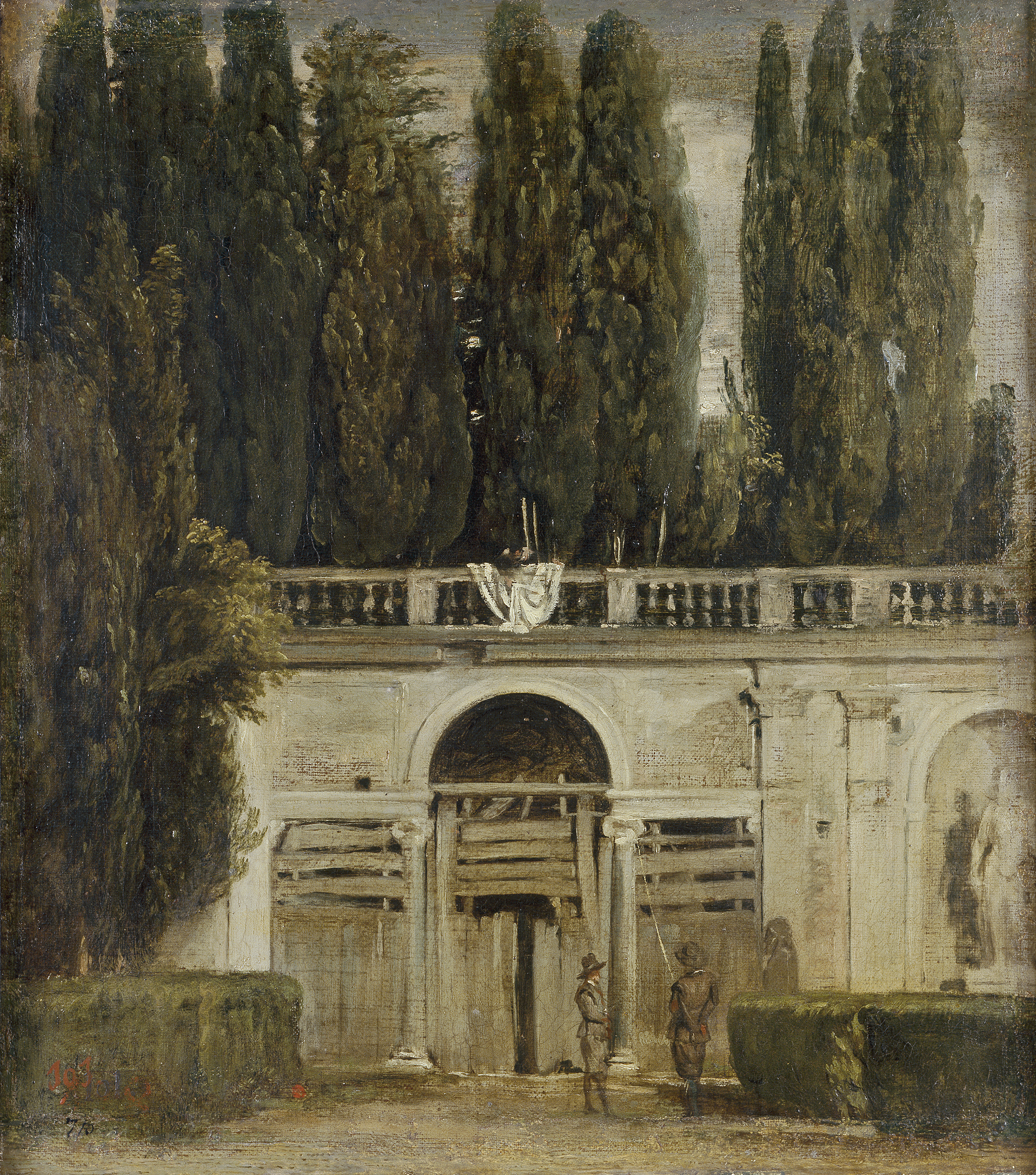
Serlienne dans le jardin de la villa Médicis par Vélasquez.

## Serliennes dans l'architecture baroque
La serlienne fut ensuite utilisée dans l'architecture baroque, comme sur la façade de la maison du Pigeon que Victor Hugo habita en 1852 sur la Grand-Place de Bruxelles.

## Serliennes dans l'architecture éclectique
Au XIXe siècle, la serlienne fut utilisée dans l'architecture éclectique. À Paris, on trouve ainsi une double serlienne au rez-de-chaussée et au premier étage du Siège central du Crédit lyonnais. À Bruxelles, les Galeries royales Saint-Hubert, construites en 1847 par Jean-Pierre Cluysenaar, en comptent six : une en façade de la Galerie de la Reine, une en façade de la Galerie du Roi, et quatre à l'intérieur.

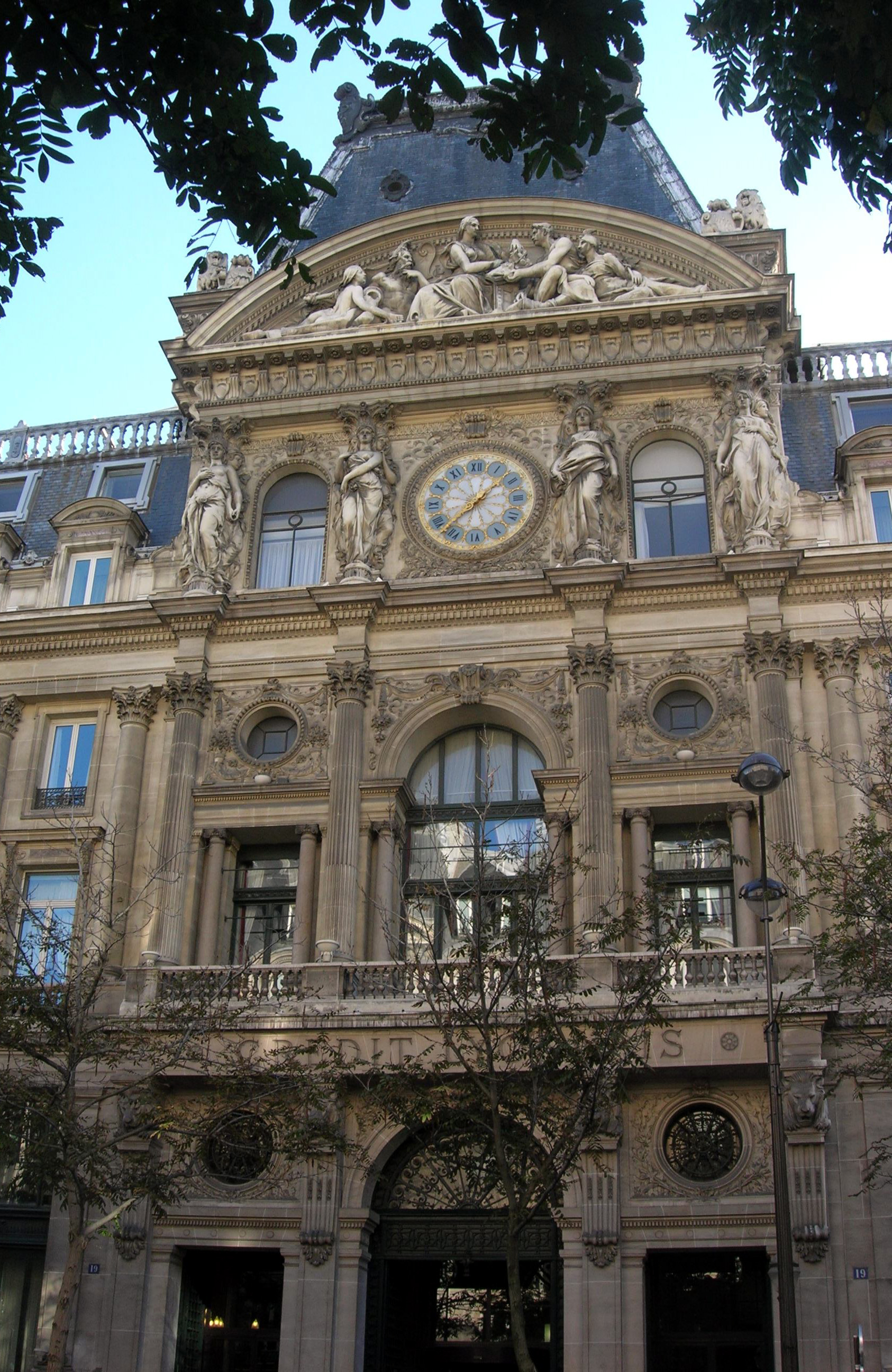
Double serlienne du Siège central du Crédit lyonnais à Paris.
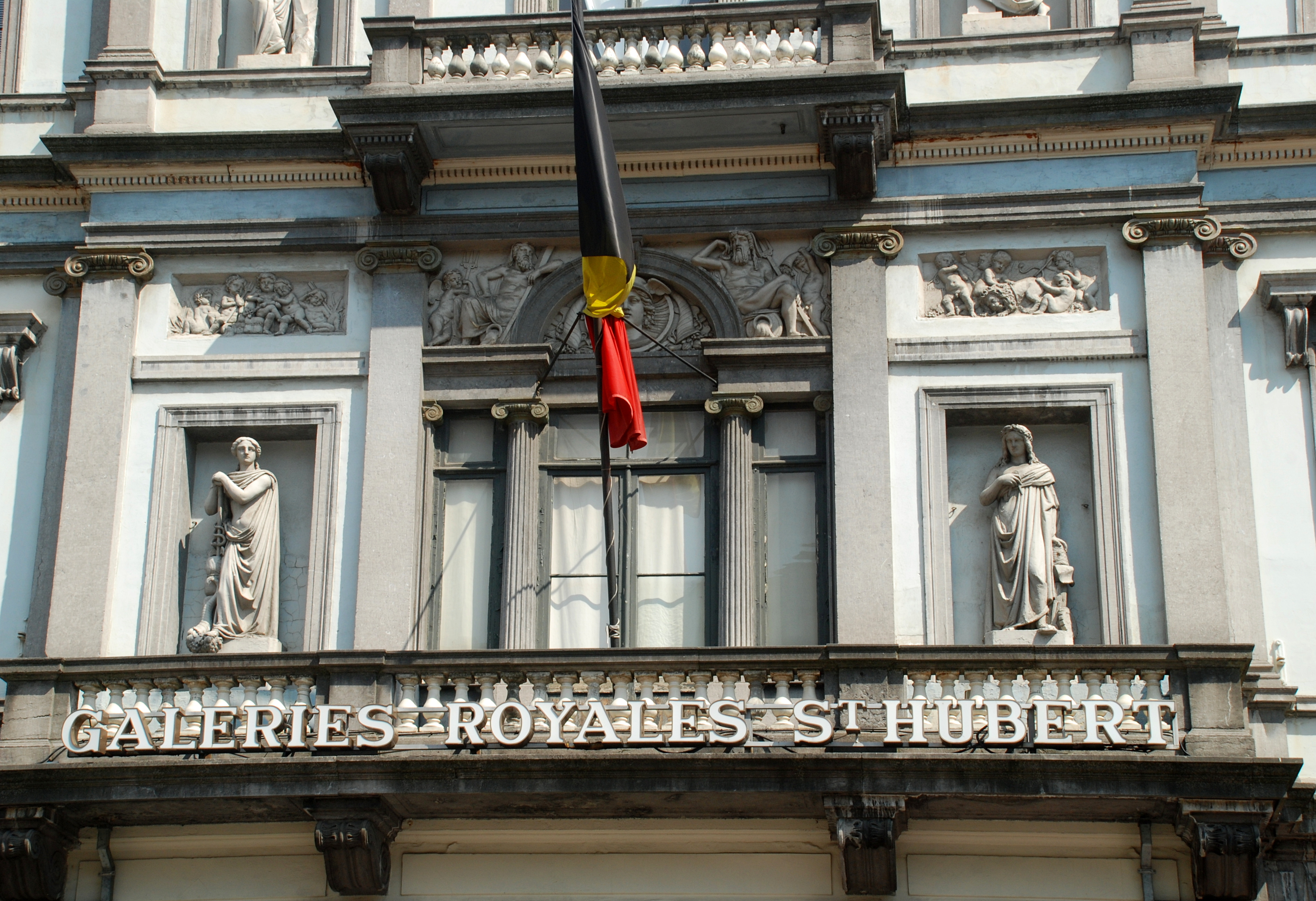
Serlienne en façade de la Galerie de la Reine à Bruxelles.
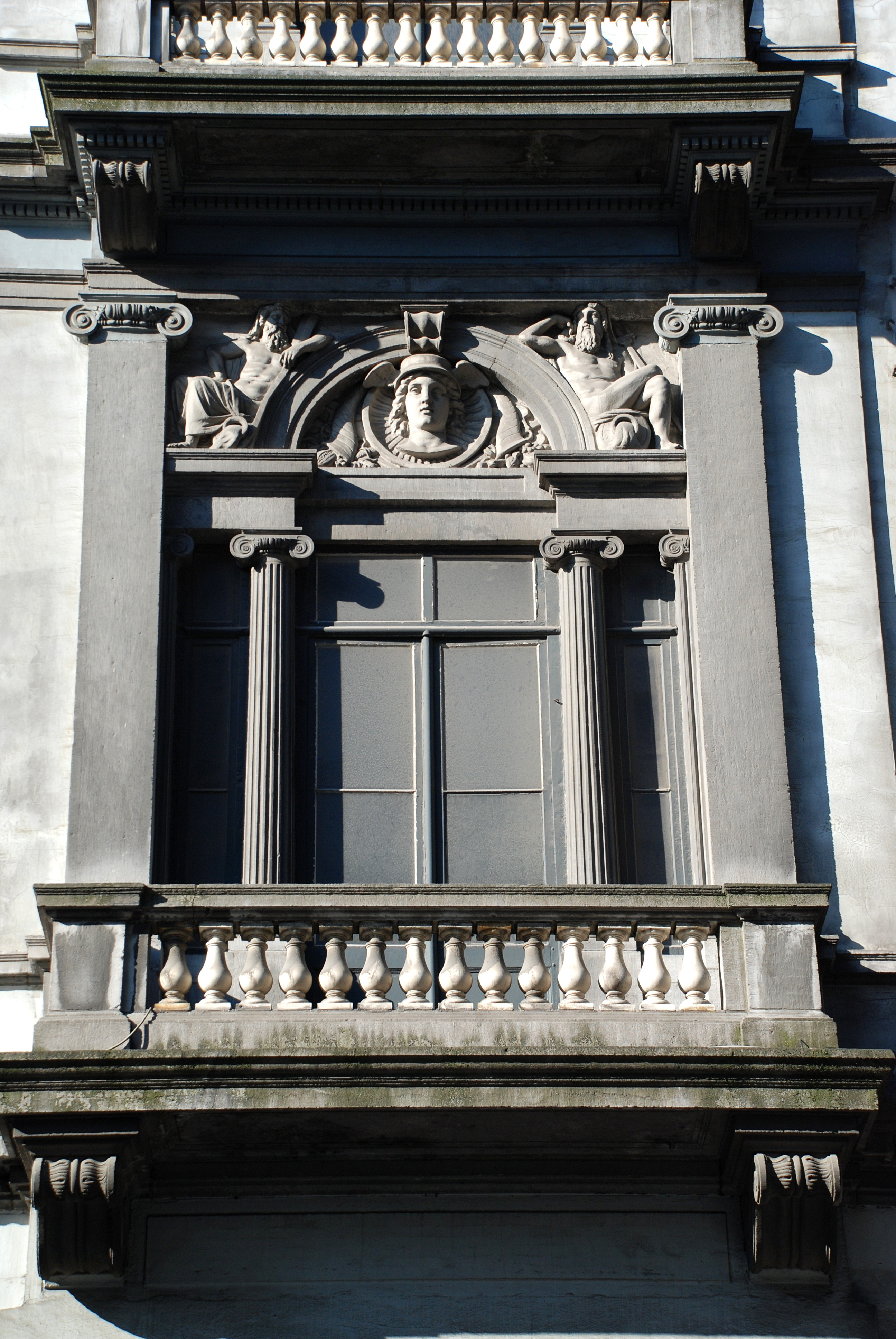
Serlienne en façade de la Galerie du Roi à Bruxelles.